# Операция «Изабелла»
Операция «Изабелла» — кодовое наименование неосуществлённого немецкого плана по захвату Гибралтара и оккупации Пиренейского полуострова, который был разработан в мае 1941 года. Во время Второй мировой войны операция «Изабелла» представляла собой план военного командования Германии, который должен был быть реализован после поражения СССР, с целью обеспечить базы в Испании и Португалии для продолжения удушения Великобритании. Эта концепция была изложена Гитлером в мае 1941 года, но так и не была реализована.

## Общие положения
Изабелла была ранней версией плана вторжения меньшего масштаба, позже получившего название «Операция Илона». Как и в случае с родственной операцией «Феликс», план предусматривал вторжение в материковую Испанию и Португалию, а также захват Андорры, Гибралтара и передовых оперативных баз на Азорских островах и островах Зеленого Мыса. Однако, в отличие от «Феликса», «Изабелла» предполагала, что испанские и португальские войска будут союзниками Стран Оси, и что вторжение в эти страны будет начато только для того, чтобы помочь им, если будет угроза британского вторжения на Пиренейский полуостров. Стратегической целью операции было помешать британцам использовать маршруты конвоев на Ближний Восток и Индию (и обратно), как через Суэцкий канал и Гибралтар, так и вокруг мыса Доброй Надежды.
В соответствии с положениями данного плана предполагалось вторгнуться на территорию Пиренейского полуострова войсковыми соединениями группы армий «Д», уничтожить или выбить оттуда британские части (если они там окажутся) и занять испанскую и португальскую портовую инфраструктуру на атлантическом побережье. Помимо этого, намечались оккупация Канарских островов, островов Зелёного мыса и захват французского порта Дакар на побережье Западной Африки. В случае сопротивления испанских властей было предусмотрено заменить генерала Франко на другого диктатора.
Однако, в связи с провалом германского блицкрига в СССР, немецкому командованию так и не удалось воплотить план «Изабелла» в жизнь. Хотя план так и не был введён в действие, генерал Франц Гальдер упоминает в своих дневниках, что в Бордо была подготовлена передовая база материально-технического снабжения для этой операции.